# موبرلی (میزوری)
موبرلی (به انگلیسی: Moberly) شهری در شهرستان رندولف ایالت میزوری است که جمعیت آن در سرشماری سال ۲۰۱۰ میلادی ۱۳٫۹۷۴ نفر بوده است.